# Grünbach (Haute-Autriche)
Pour les articles homonymes, voir Grünbach.

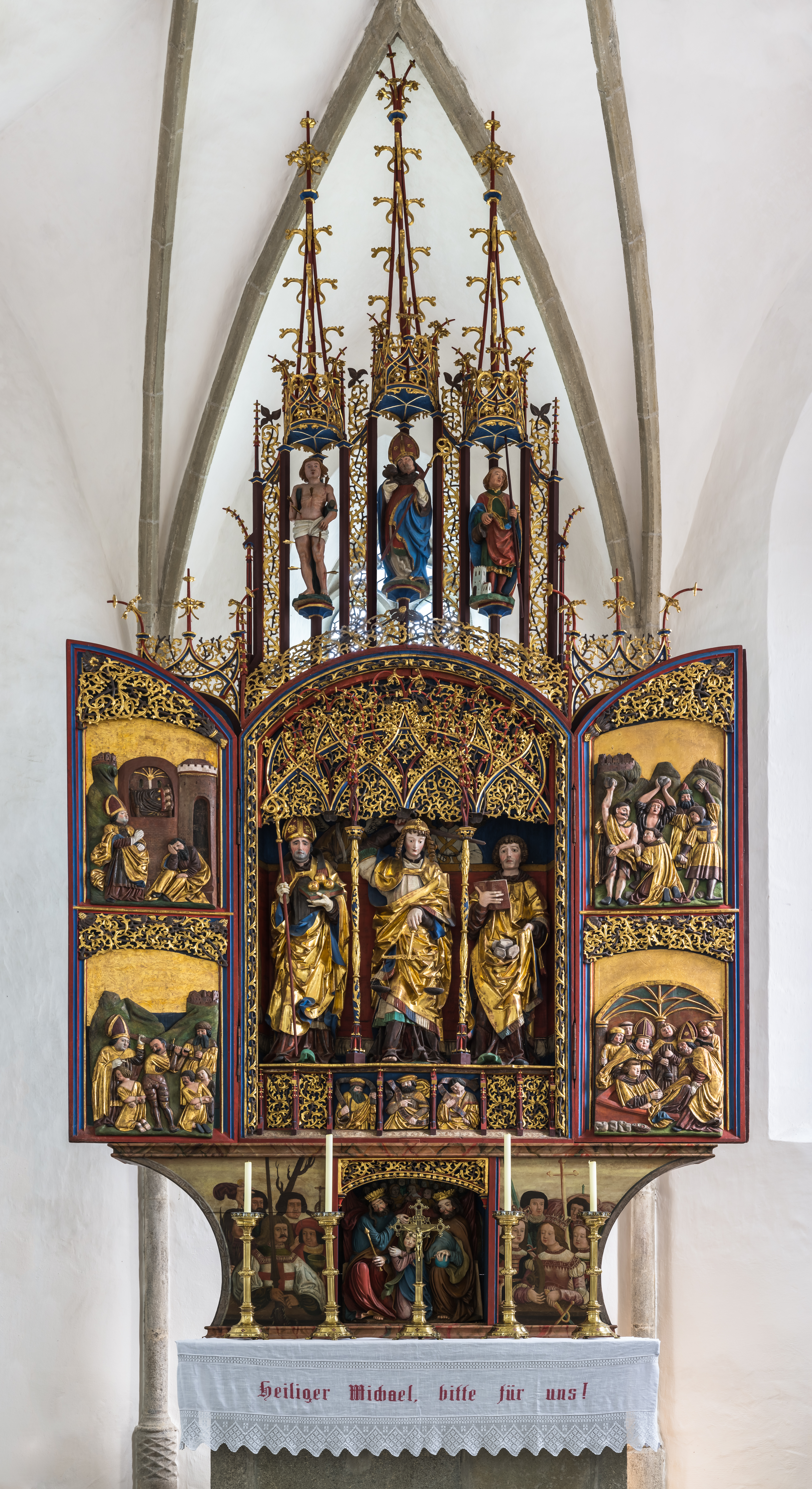
Le chœur de l'église St. Michael ob Rauchenödt à Grünbach. De maîtres anonymes, autour de 1517.

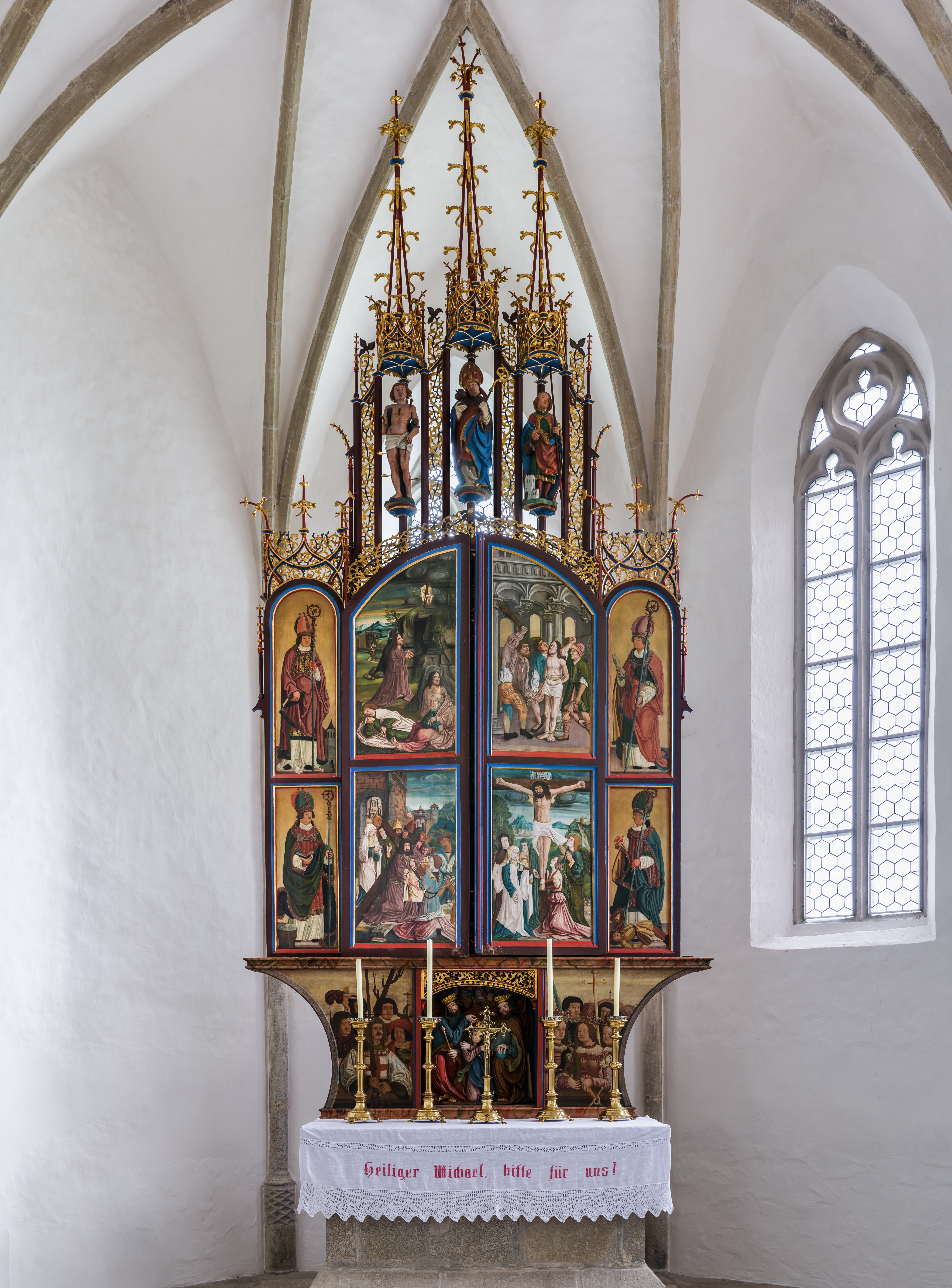
Le choeur de l'église St. Michael ob Rauchenödt à Grünbach, autre aspect.

Grünbach est une commune autrichienne du district de Freistadt en Haute-Autriche.